# Jlloyd Samuel
Jlloyd Samuel (San Fernando, 1981. március 29. – High Legh, 2018. május 15.) trinidadi labdarúgó.

## Sikerei, díjai
Aston Villa
- Intertotó-kupa: 2000–01